# QV68
QV68 (Queens' Valley 68) è la sigla che identifica la tomba della regina Meritamon, figlia del faraone Ramses II e della regina Nefertari e in seguito Grande sposa reale, nella Valle delle Regine in Egitto.
La tomba venne menzionata sia da Champollion che da Lepsius, che ne diede una breve descrizione in un suo resoconto di una campagna di scavi durata dal 1842 al 1845 dove la tomba viene identificata come "tomba numero 12", e fu poi esplorata da Ernesto Schiaparelli (direttore del Museo Egizio di Torino).

## La tomba
La tomba QV68, risalente al tredicesimo secolo a.C., è costituita da un corto corridoio, un vestibolo, una stanza laterale e la vera e propria stanza funeraria, la stanza principale. Quest'ultima contiene diverse scene in cui compaiono molte divinità. In una di queste, Meritamon compare di fronte a Neith, Thoth, Ra-Harakhti e Hathor mentre in un'altra la regina consacra le cassette di Mehetueret davanti a Osiride e Hathor, sedute sotto un'edicola. Le iscrizioni sulle pareti descrivono la regina come "L'Osiride, Figlia del Re, Grande sposa reale, Signora delle Due Terre, Meritamon". In altre scene ancora, Meritamon porge un'offerta a Khnum ed offre due vasi a Ptah.. 
Il sarcofago di Meritamon, realizzato in granito rosso e oggi conservato a Berlino, reca due iscrizioni sulla parte superiore del coperchio che, esattamente come quelle sulle pareti, identificano la regina come "L'Osiride, Figlia del Re da lui amata, Grande sposa reale, Signora delle Due Terre, Meritamon".